# Port lotniczy Wschodnie Iowa
Port lotniczy Wschodnie Iowa (IATA: CID, ICAO: KCID) – port lotniczy położony w Cedar Rapids, w stanie Iowa, w Stanach Zjednoczonych.